# Martin Škrtel
Martin Škrtel, född 15 december 1984 i Handlová, är en slovakisk före detta fotbollsspelare (mittback). Han har blivit utsedd till Slovakiens bästa fotbollsspelare vid fyra tillfällen (2007, 2008, 2011 och 2012). Han avslutade sin spelarkarriär den 17 maj 2022 efter en säsong med Spartak Trnava.

## Klubbkarriär
Škrtel inledde sin karriär i FC Previdzas ungdomslag och spelade som vänstermittfältare eller anfallare fram tills han var 16 år gammal då han ombads spela mittback i ett slovakiskt ungdomslandslag. År 2001 skrev han på för FK AS Trenčín i slovakiska högstaligan.
Under tre år spelade han 45 ligamatcher och gjorde tre mål innan han värvades av den ryska storklubben Zenit Sankt Petersburg i juli 2004. Säsongen 2006–2007 vann laget den ryska ligan.
I januari 2008 skrev han på ett kontrakt på 4,5 år med engelska Liverpool FC, han kostade klubben cirka 6,5 miljoner pund vilket gjorde honom till klubbens dyraste försvarare genom tiderna. Škrtel's debut för Liverpool kom den 21 januari 2008, i Liverpools 2–2-match mot Aston Villa då han blev inbytt i den 70:e minuten vid ställningen 1–1. I augusti 2010 skrev han på en kontraktsförlängning som innebär att hans kontrakt med klubben sträcker sig till sommaren 2014. I den engelska Ligacup-finalen 2012 gjorde Škrtel kvitteringsmålet som betydde 1-1. Liverpool vann senare matchen efter straffläggning.

## Landslagskarriär
Škrtel debuterade i det slovakiska landslaget 2004. Han deltog i VM 2010 som var Slovakiens första VM-turnering.